# Azra Hadzic
Azra Hadzic (ur. 26 listopada 1994 w Melbourne) – australijska tenisistka pochodzenia bośniackiego.
W 2010 roku po raz pierwszy zagrała w turnieju głównym rozgrywek singlowych cyklu ITF – w Ipswich przegrała w pierwszej rundzie z Viktoriją Rajicic 6:7(5), 6:7(3).
Wygrała jeden turniej w grze pojedynczej rangi ITF.
W sezonie 2014 zadebiutowała w rozgrywkach wielkoszlemowych. W parze z Jessicą Moore rywalizowały w zawodach gry podwójnej na kortach Australian Open.

## Wygrane turnieje rangi ITF

### Gra pojedyncza (1)
|    | Data       | Turniej | Pula   | Naw.   | Finalistka    | Wynik         |
| 1. | 22/09/2013 | Cairns  | 15 000 | twarda | Jessica Moore | 6:3, 3:6, 6:2 |